# Robert Mallet-Stevens
Robert Mallet-Stevens (Parijs, 24 maart 1886 - aldaar, 8 februari 1945) was een Frans architect. Hij was naast Le Corbusier, die eigenlijk een Zwitser was, een van de belangrijkste Franse vertegenwoordigers van het nieuwe bouwen tijdens het interbellum.

## Leven en werk

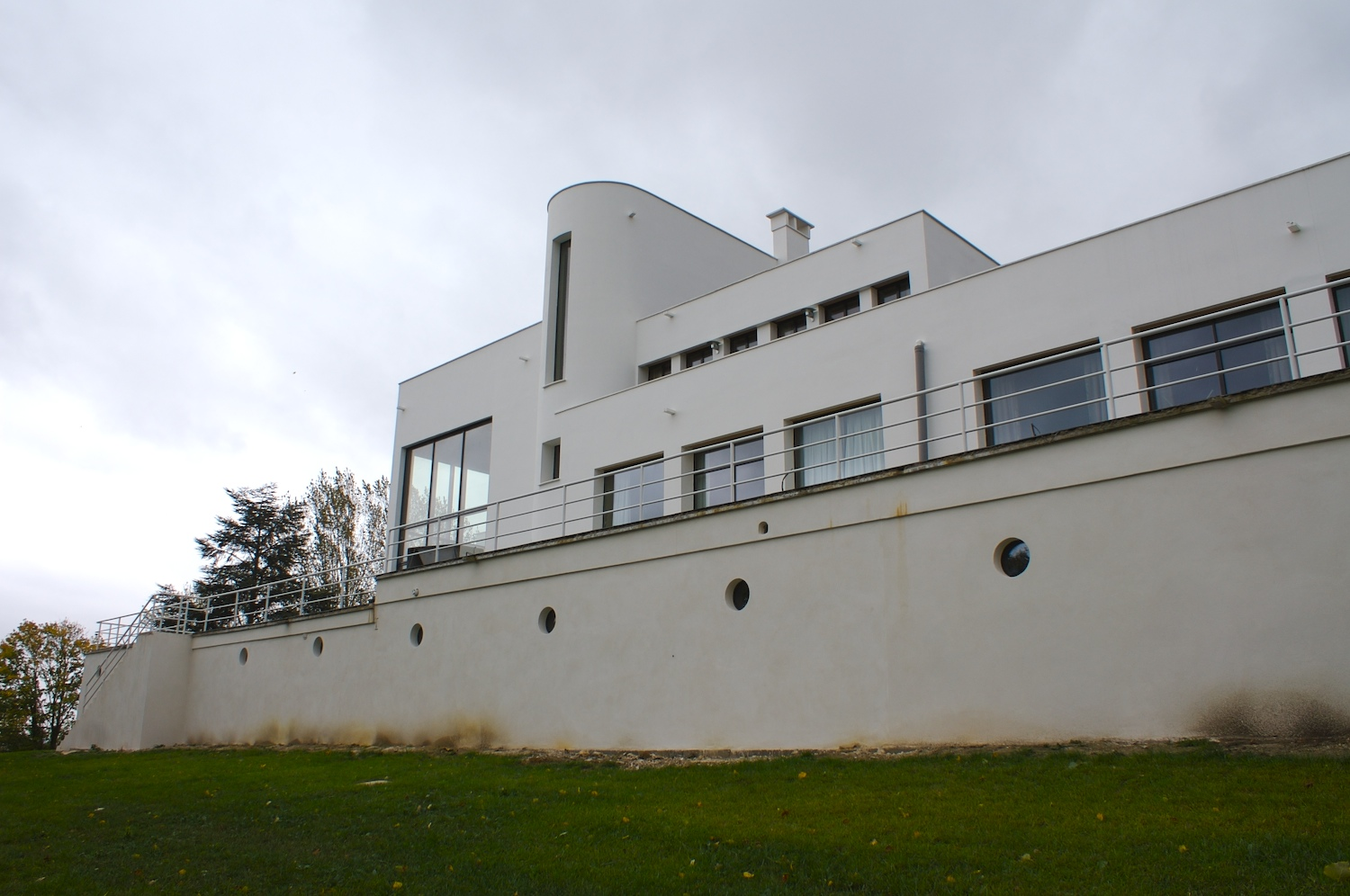
Villa Poiret, Mézy-sur-Seine

Mallet-Stevens was van Belgische afkomst en stamde uit een gegoed milieu. Zijn grootvader was kunsthandelaar en -criticus Arthur Stevens en zijn grootooms waren de schilders Joseph Stevens en Alfred Stevens. Nadat hij in 1910 zijn opleiding aan de Parijse École Spéciale d'Architecture had afgerond, werkte hij enige tijd op Hoffmanns bureau aan diens Stocletpaleis, dat een belangrijke inspiratiebron zou worden. Andere invloeden werden De Stijl en het Russische kubofuturisme.
Mallet-Stevens' eerste grote opdracht en een van zijn beroemdste gebouwen was de Villa Noailles in het Zuid-Franse Hyères (1923-1928), die hij bouwde voor de invloedrijke kunstverzamelaar Charles Noailles. Met deze villa vestigde hij zijn naam als architect. Ook andere kunstenaars, waaronder Theo van Doesburg, werkten aan dit Gesamtkunstwerk mee. De villa werd in 2003 gerestaureerd en is ook beroemd vanwege het jaarlijks terugkerende modefestival en de daaraan verbonden wedstrijd voor jonge ontwerpers. Andere villa's bouwde hij voor de modekoning Paul Poiret in Mézy-sur-Seine (1925) en voor de textielfabrikant Paul Cavrois in Croix bij Rijsel (1932). Het laatste gebouw, tevens Mallet-Stevens' laatste villa, die zeer in verval was geraakt, werd gerestaureerd en is vanaf 2015 toegankelijk voor het publiek.
In 1925 kochten enkele families gezamenlijk een stuk grond in de Parijse wijk Auteuil waar ook architect Le Corbusier woningen had gebouwd. In deze wijk waar de Rue Mallet-Stevens tot stand kwam, ontwierp en bouwde Mallet-Stevens tussen 1926 en 1927 niet alleen alle huizen, maar ook het straatmeubilair. Inmiddels verkeert hier alleen het Hôtel Martel nog in originele staat. In dit pand met zijn opvallende cilindrische toren hadden de beeldhouwers Jan en Joël Martel hun atelier. Enkele jaren later ontwierp Mallet-Stevens een woning en atelier voor Louis Barillet, de glas-in-loodkunstenaar die ook aan de Villa Noailles en aan het Martelhuis had bijgedragen.

Tussen 1929 en 1932 ontwierp hij zijn modernistisch meesterwerk: de Villa Cavrois voor de textielbaron Cavrois, in het Franse Croix gelegen in het Departement du Nord. In 2001 kocht de Franse staat het gebouw aan en startte met een 23 miljoen euro kostende restauratie, die in 2015 werd voltooid.
Tot de kunstenaars waarmee Mallet-Stevens samenwerkte behoorden ook filmmakers. Zijn Villa Noailles speelt een belangrijke rol in Man Ray's film Les Mystères du Château de Dé uit 1928. Verder ontwierp Mallet-Stevens zelf het decor voor verschillende films, waaronder L'inhumaine van Marcel L'Herbier uit 1924.
Over Mallet-Stevens' denkwijze is relatief weinig bekend, daar zijn archieven op eigen verzoek na zijn dood werden vernietigd. Wel liet Mallet-Stevens naast zijn gerealiseerde werken boeken en essays na.

## Lijst van werken (selectie)
- 1923-1928: Villa Noailles, Hyères
- 1925: Pavillon du tourisme, Exposition Internationale des Arts Décoratifs et Industriels Modernes, Parijs
- 1925: Villa Poiret, Mézy-sur-Seine
- 1926: Villa Collinet, Boulogne-sur-Seine
- 1926-1927: De Rue Mallet-Stevens met onder meer het Hôtel Martel, Parijs, XVIe
- 1931-1932: Atelier Louis Barillet, Parijs, XVe
- 1932: Villa Cavrois, Croix, Frankrijk